# 毛治國
毛治國（1948年10月4日—），中華民國交通工程學者、中國國民黨籍政治人物，浙江省奉化縣人，現任國立交通大學榮譽教授、中華大學客座教授、兩岸發展研究基金會董事，曾任行政院院長、行政院副院長、中華電信董事長、交通部部長、交通部民航局局長、交通部觀光局局長、交通部主任秘書、國立交通大學管理學院院長、國立交通大學管科系主任。
毛治國是1990年代李登輝政府內的交通事務幕僚。馬英九政府的第五任及最後一位國民黨籍行政院院長，也是至今最後一位在中華民國大陸時期出生的行政院院長。

## 生平簡介

### 早期經歷
- 1970年代，毛治國在馬英九之後接任《波士頓通訊》的編務工作。[1]
- 1982年－1987年，毛治國自美國麻省理工學院留學返國後，初於國立交通大學執教，後期擔任管理科學系系主任。

### 公職經歷
- 1987年6月30日－1989年1月1日，借調至交通部擔任主任秘書，從而開啟在交通部20餘年的公職生涯。
- 1989年1月1日－1991年9月2日，擔任交通部觀光局局長，任內創辦了1989年台灣美食展和1990年的台北燈會（後轉型為台灣燈會），進而推展台灣觀光。
- 1991年9月2日－1993年3月12日，擔任交通部參事，兼任交通部高速鐵路工程籌備處處長，參與台灣高速鐵路的規劃。
- 1993年3月12日－1995年3月14日，擔任交通部道路交通安全督導委員會副主任委員。
- 1993年3月12日－1995年8月11日，擔任交通部法規委員會副主任委員。
- 1993年5月14日－1994年9月17日，擔任交通部民用航空局局長。
- 1994年9月17日－2000年5月20日，擔任交通部常務次長。
- 1996年，立法院三讀通過電信三法（電信法修正案、電信總局組織條例修正案、中華電信股份有限公司條例案），著手開放台灣電信事業，亦由此推動亞太營運中心中最基本、最重要的電訊中心。

國營事業經歷
- 2000年8月21日－2003年1月，擔任中華電信公司董事長。

重返學界
- 擔任國立交通大學管理學院院長。

重返公職
- 2008年5月20日，加入劉兆玄內閣，接掌交通部部長，並於吳敦義內閣及陳冲內閣期間繼續任職，任期近五年。
- 2009年，兼任莫拉克風災救災基金會的執行長。
- 2013年2月18日，組成江宜樺內閣，毛治國改任第37任行政院副院長，交通部長職務由時任政務次長葉匡時接任。
- 2014年12月8日，國民黨在地方公職人員選舉中敗選，江宜樺辭去行政院院長一職，由時任副院長的毛治國接任，組成毛治國內閣。
- 2016年1月16日，國民黨在總統及立委選舉中敗選，毛治國辭去行政院院長一職，由時任副院長張善政接任，組成張善政內閣。

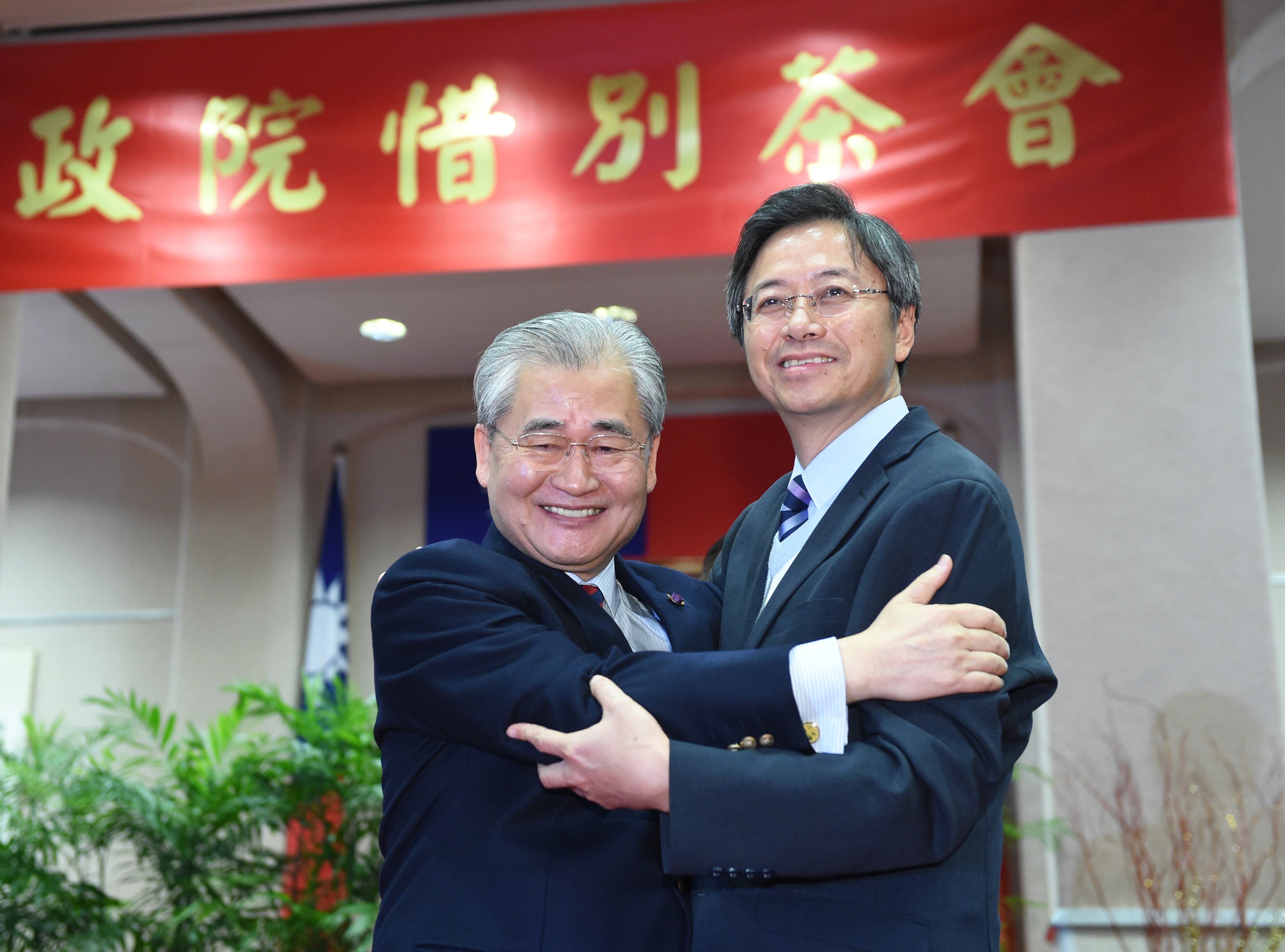
毛治國與張善政在行政院惜別茶會

## 相關事件
- 2015年5月，配合行政院「社會企業行動方案」，將前金華官邸活化運用，打造全臺第一個社會企業共同聚落，並開放社企團隊進駐。

## 榮譽

### 中華民國勳章獎章
- 一等景星勳章（2016年5月9日於台北總統府頒授[2]）

### 獎項
中華民國電腦學會106年度傑出成就獎 / 電腦學會會士

## 個人生活
毛治國給人嚴肅印象，惟談起學習對象卻很另類。毛治國表示，在對待自己方面，喜歡小叮噹，因為小叮噹專門幫助主人，事情做好了，卻從不貪心，只要有塊餅就滿足了。
籃球員毛加恩是毛治國的孫侄子。

## 外部連結
- 毛治國的Facebook專頁

| 中華民國政府職務 | 中華民國政府職務                                           | 中華民國政府職務 |
| ---------------- | ---------------------------------------------------------- | ---------------- |
| 行政院           |                                                            |                  |
| 前任： 虞為      | 交通部觀光局局長 第四任 1989年1月1日—1991年9月2日          | 繼任： 張自強    |
| 前任： 董萍      | 交通部高速鐵路籌備處處長 第二任 1991年9月2日—1993年3月12日 | 繼任： 林崇一    |
| 前任： 孫兆良    | 交通部民用航空局局長 第八任 1993年5月14日—1994年9月17日    | 繼任： 蔡清彥    |
| 前任： 蔡堆      | 交通部部長 第二十二任 2008年5月20日—2013年2月18日          | 繼任： 葉匡時    |
| 前任： 江宜樺    | 行政院副院長 第三十二任 2013年2月18日—2014年12月8日        | 繼任： 張善政    |
| 前任： 江宜樺    | 行政院院長 第二十六任 2014年12月8日—2016年2月1日           | 繼任： 張善政    |